# 任隆镇
任隆镇，是中华人民共和国四川省遂宁市蓬溪县下辖的一个乡镇级行政单位。2019年9月，撤销黄泥乡，将其所属行政区域划归任隆镇管辖。

## 行政区划
任隆镇下辖以下地区：
任隆社区、白坭垭村、草源沟村、寨子坝村、安子沟村、高脚仓村、会云寺村、红一村、红五村、宝林寺村、黑白沟村、幸福桥村、五郎村、八角村、矮垭口村、苏家沟村、鹤鸣村、老马沟村、鲁班村和六合村。